# Martin Greschat
Martin Greschat (né le 29 septembre 1934 à Wuppertal et mort le 3 novembre 2017) est un historien de l'Église allemande. 

## Biographie
Martin Greschat est né à Wuppertal-Elberfeld. En 1955, il est diplômé du lycée Albert-Schweitzer de Marl (Westphalie) puis étudie la théologie protestante, l'allemand et l'histoire à Münster et Tübingen ; pendant les vacances du semestre, il travaille plusieurs fois sous terre en tant que mineur. En 1961, il réussit le premier examen d'église, suivi d'un presbytère spécial qui conduit Greschat à l'église du Rédempteur de Münster et à l'assistance éditoriale à l'institut Bucer local. C'est l'année 1964 au cours de laquelle Greschat célèbre son trentième anniversaire et reçoit deux diplômes importants, le deuxième examen d'église et l'ordination en tant que pasteur de la église protestante de Westphalie ainsi que son doctorat en théologie de l'Université de Münster avec la thèse "Melanchthon avec Luther. Études sur la forme de la doctrine de la justification entre 1528 et 1537 » (elle est imprimée en 1965). Un an plus tard, fraîchement ordonné, il occupe le poste d'assistant à la chaire de l'historien de l'église de Münster Robert Stupperich (de). Le mémoire d'habilitation « Entre tradition et renouveau. Valentin Ernst Loescher et le résultat de l'orthodoxie luthérienne » (imprimé en 1971) est l'un des ouvrages de référence de l'histoire récente de l'Église.
De 1972 à 1980, Greschat enseigne en tant que conseiller scientifique et professeur d'histoire ecclésiastique et d'histoire ecclésiastique contemporaine à Münster. En 1980, il est nommé professeur d'histoire de l'Église et d'histoire de l'Église contemporaine à l'Université Justus-Liebig de Giessen. Il y enseigne jusqu'à sa retraite en 1999.
Greschat est l'auteur et l'éditeur de nombreuses publications sur divers sujets de l'histoire de l'Église. Dès 1975, en tant que membre du "Groupe de travail protestant pour l'histoire contemporaine de l'Église", Greschat joue un rôle décisif dans son développement. Ses principaux domaines de recherche comprennent la Réforme et l'histoire contemporaine de l'Église. Entre autres choses, il est l'éditeur de l'ouvrage collectif Gestalten der Kirchengeschichte, qui en 14 volumes va de l'Antiquité à nos jours.
Martin Greschat a trois filles : la théologienne Katharina Greschat, l'historienne de l'art Isabel Greschat et l'orthophoniste Sabine Greschat.

## Travaux (sélection)
- Melanchthon neben Luther. Studien zur Gestalt der Rechtfertigungslehre zwischen 1528 und 1537 (= Untersuchungen zur Kirchengeschichte. Band 1). Luther-Verlag, Witten 1965, DNB 451656210 (Habil.-Schrift, Münster/Westf. 1964).
- Zwischen Tradition und neuem Anfang. Valentin Ernst Löscher (de) und der Ausgang der lutherischen Orthodoxie. Witten 1971.
- Der deutsche Protestantismus im Revolutionsjahr 1918–1919. Witten 1974.
- Das Zeitalter der Industriellen Revolution. Das Christentum vor der Moderne. Stuttgart 1980.
- Martin Bucer. Ein Reformator und seine Zeit. München 1990.
- Christentumsgeschichte II: Von der Reformation bis zur Gegenwart. Stuttgart 1997.
- Die christliche Mitgift Europas, Traditionen der Zukunft. Stuttgart 2000.
- Die evangelische Christenheit und die deutsche Geschichte nach 1945. Weichenstellungen in der Nachkriegszeit. Stuttgart 2002.
- Protestantismus in Europa. Geschichte – Gegenwart – Zukunft. Darmstadt 2005.
- Der Protestantismus in der Bundesrepublik Deutschland (1945 bis 2005). Leipzig 2010.
- Protestantismus im Kalten Krieg. Kirche, Politik und Gesellschaft im geteilten Deutschland 1945–1963. Paderborn 2010.
- Der Erste Weltkrieg und die Christenheit: Ein globaler Überblick. Stuttgart 2014.